# オカヨシガモ

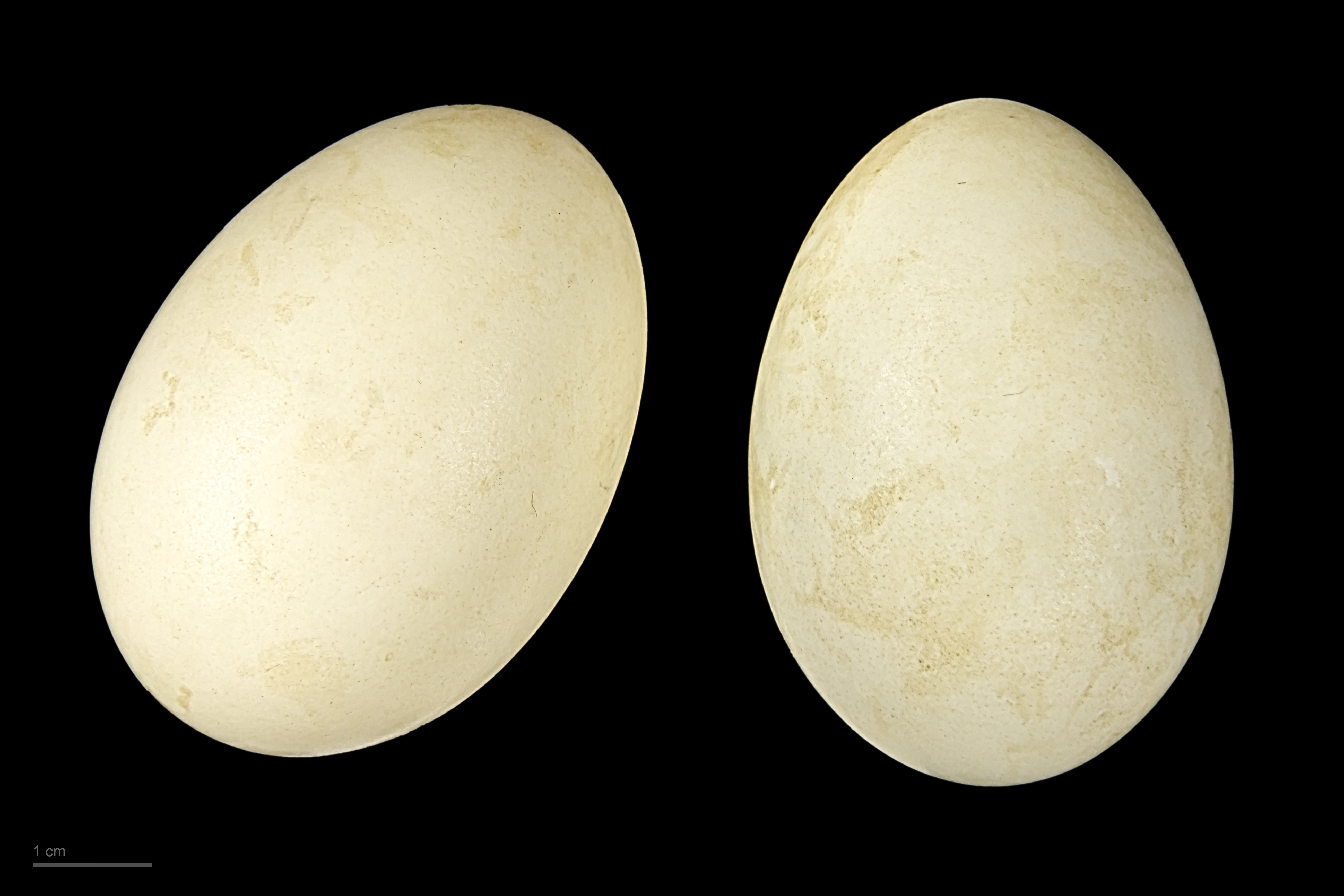
Mareca strepera

オカヨシガモ（丘葦鴨、Mareca strepera）は、カモ目カモ科ヨシガモ属に分類される鳥類。

## 分布
- M. s. strepera　オカヨシガモ

北アメリカ大陸北部、ヨーロッパ北部、シベリアなどで繁殖し、冬季になるとアフリカ大陸北部、ヨーロッパ南部、インド、中華人民共和国東部などへ南下し越冬する。日本では亜種オカヨシガモが冬季に越冬のため少数飛来し（冬鳥）、北海道ではごく少数が繁殖する。

### 絶滅した分布域
- M. s. couesi　ファニングオカヨシガモ

キリバス（ワシントン島）

## 形態
全長46-58センチメートル。翼開張84-95センチメートル。体重0.5-1.1キログラム。次列風切の光沢（翼鏡）は白い。次列風切は白い。
後肢は橙色や橙黄色。
卵は長径5.5センチメートル、短径3.9センチメートルで、殻は淡黄褐色。
繁殖期のオスは頭部の羽衣が褐色や灰褐色で、黒い斑点が入る。尾羽基部を被う羽毛（上尾筒、下尾筒）が黒い。尾羽は黒や灰褐色。嘴が黒い。非繁殖期のオス（エクリプス）やメスは全身の羽衣が褐色で、黒褐色の斑紋が入る。メスは嘴が橙色で、嘴上部に黒い斑紋が入る。
- M. s. strepera　オカヨシガモ

翼長オス26-28.2センチメートル、メス23.5-26センチメートル。
他のカモ類の雄は、繁殖期になると頭部が緑色や赤茶色など派手な色をしているのに対し、オカヨシガモの雄は繁殖期でも頭部は褐色で、他のカモ類のメスとあまり差がないため、野鳥愛好家の間では"地道なカモ"として有名になっている。

## 分類
種小名streperaは「騒々しい」の意。
- Mareca strepera strepera　　オカヨシガモ　Common gadwall

### 絶滅亜種
- Mareca strepera couesi　　ファニングオカヨシガモ　Coues's gadwall

## 生態
湖沼、湿原、三角州などに生息する。
食性は主に植物食で、種子、茎、葉、根、水生植物、昆虫、魚類、両生類などを食べる。主に小規模な集団で水面に頭をつけて泳ぎながら採食を行う。
繁殖形態は卵生。集団繁殖地（コロニー）は形成しないものの巣から5メートル以内に別の個体が巣を作ったり、十数メートル間隔で数十個の巣が密集した例もある。5-7月に水辺の茂みなどに枯れ草を組み合わせた巣をメスが作り、8-12個の卵を産む。メスが抱卵し、抱卵期間は24-26日。

## 画像

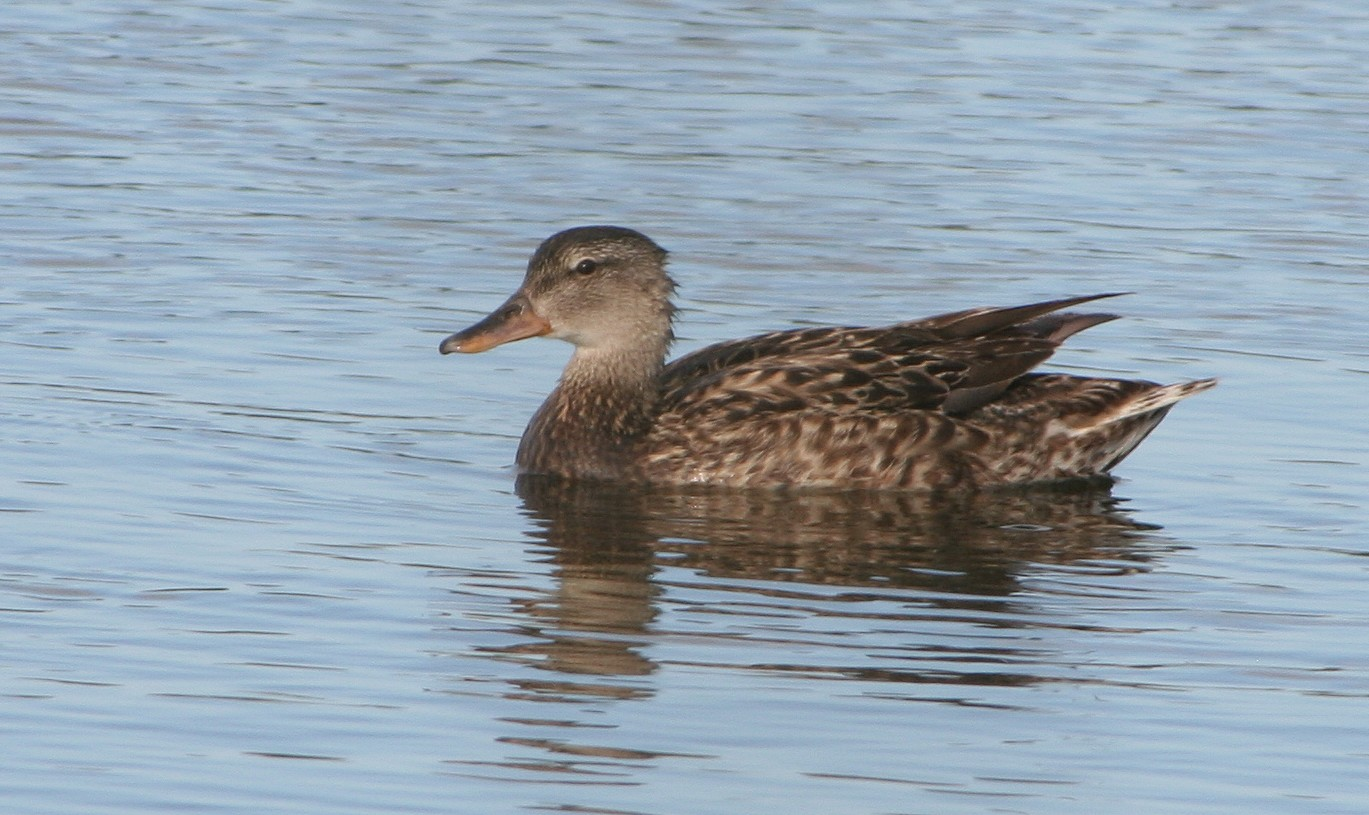
メス